# Giancarlo Esposito
Giancarlo Giuseppe Alessandro Esposito (Copenaghen, 26 aprile 1958) è un attore statunitense.
È conosciuto soprattutto per l'interpretazione di Gus Fring nella serie televisiva Breaking Bad e nel suo spin-off Better Call Saul, che gli sono valse tre nomination agli Emmy, per quelle di Tom Neville in Revolution, di Moff Gideon in The Mandalorian, di Stan Edgar in The Boys, e di Sidewinder nel Marvel Cinematic Universe.

## Biografia

### Le origini e la giovinezza
Giancarlo Esposito nasce a Copenaghen ed è figlio del macchinista teatrale italiano Giovanni Esposito (di Napoli), detto "John" (1931-2002), e della cantante afroamericana Elizabeth Foster, detta "Leesa" (1926-2017), originaria dell'Alabama; i genitori di Esposito si conobbero al Teatro San Carlo di Napoli, dove Giovanni lavorava come tecnico ed Elizabeth come cantante d'opera. Dopo aver vissuto in Italia, all'età di sei anni Esposito si trasferisce insieme alla famiglia a Elmsford, a nord di New York. Esposito ha frequentato l'Elizabeth Seton College di New York e ha conseguito la laurea biennale in comunicazioni radiofoniche e televisive.

### Carriera

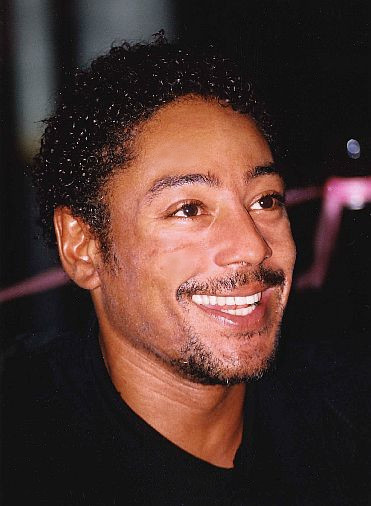
Giancarlo Esposito nel 1998 a Washington

A otto anni fa il suo esordio a Broadway, interpretando un giovane schiavo di fronte all'attrice Shirley Jones nel musical Maggie Flynn (1968), ambientato durante i disordini di New York del 1863. Nel 1979 esordisce al cinema con un ruolo in Running - Il vincitore. Nel 1983 ottiene un ruolo da comparsa in cui interpreta un galeotto al fianco di Eddie Murphy in Una Poltrona per Due. Nel 1984 ebbe una parte in The Cotton Club, diretto da Francis Ford Coppola, mentre nel 1988 lavorò per la prima volta con Spike Lee in Aule turbolente. Nel 1989 è in King of New York di Abel Ferrara, per poi diventare famoso grazie alla partecipazione al film Fa' la cosa giusta, ancora di Lee.
Nel corso della sua carriera Esposito ha preso parte a oltre cento film, partecipando inoltre alla nota serie televisiva Miami Vice. Dal 2009 al 2011 è tra i protagonisti della pluripremiata serie televisiva Breaking Bad, in cui interpreta il boss del narcotraffico Gustavo "Gus" Fring. Dal 2012 è uno dei principali personaggi nella prima e nella seconda stagione della serie Revolution. Nel 2013 è apparso nella webserie dedicata al videogioco Payday 2, in cui interpreta "The Dentist", personaggio che ha contatti in numerosi ambiti della malavita. È parte del cast della serie tv ”Once Upon A Time (prodotta dal 2011 al 2018), in cui interpreta Sidney Glass/Specchio Magico. 
Proprietario della casa di produzione cinematografica Quiet Hand Productions, nel 2015 interpreta invece Jorge in Maze Runner - La fuga. Nel 2016 viene ingaggiato dalla Disney per prendere parte al remake in live-action del classico Disney Il libro della giungla, diretto da Jon Favreau e doppiato, in lingua originale, da altri noti attori come Bill Murray, Scarlett Johansson, Idris Elba e Christopher Walken; nel film l'attore presta voce al personaggio di Akela, il capobranco dei lupi che decide di allevare il "cucciolo d'uomo" Mowgli. Nel 2016, inoltre, collabora con i The Pills al loro film The Pills - Sempre meglio che lavorare. Dal 2017 torna a interpretare Gus Fring in Better Call Saul, spin-off prequel di Breaking Bad. L'anno successivo torna a interpretare Jorge in Maze Runner - La rivelazione.
Dal 2019 interpreta anche l'ex imperiale Moff Gideon nella serie TV The Mandalorian (dell'universo di Guerre stellari), trasmessa in streaming sulla piattaforma Disney+. Nello stesso anno partecipa anche alla serie televisiva Jett - Professione ladra. Nel 2020 interpreta Stan Edgar nella serie The Boys. Nel 2021 prende parte al film Beauty, in uscita su Netflix, con Sharon Stone e diretto da Andrew Dosunmu. Lo stesso anno ha interpretato e doppiato Antón Castillo nel videogioco Far Cry 6. Nel 2023 interpreta Leo Pap / Ray Vernon nella serie tv Caleidoscopio, presente sulla piattaforma streaming Netflix. Sempre per Netflix, interpreta il personaggio del Col. Marshall Bradbury nel film The Electric State del 2025 diretto da Anthony e Joe Russo.

## Vita privata
Nel 1995 ha sposato Joy McManigal. La coppia ha avuto quattro figlie: Kate Lyn, Shayne Lyra, Syrlucia e Ruby. Nel 2015 Esposito e la moglie hanno divorziato , ma mantengono un rapporto d'amicizia.
Nel 2010 è stato arrestato nel Nuovo Messico per sospetta guida in stato di ebbrezza, ma non è stato accusato di alcun crimine.
Possiede sia la cittadinanza statunitense sia quella italiana e parla correntemente lo spagnolo.

## Filmografia

### Attore

#### Cinema
- Running - Il vincitore (Running), regia di Steven Hilliard Stern (1979)
- Changeling (The Changeling), regia di Peter Medak (1980)
- Taps - Squilli di rivolta (Taps), regia di Harold Becker (1981)
- Una poltrona per due (Trading Places), regia di John Landis (1983)
- Enormous Changes at the Last Minute, regia di Mirra Bank, Ellen Hovde e Muffie Meyer (1983)
- Fratello di un altro pianeta (The Brother from Another Planet), regia di John Sayles (1984) - non accreditato
- Cotton Club (The Cotton Club), regia di Francis Ford Coppola (1984)
- Go Tell It on the Mountain, regia di Stan Lathan (1984)
- Cercasi Susan disperatamente (Desperately Seeking Susan), regia di Susan Seidelman (1985)
- Brivido (Maximum Overdrive), regia di Stephen King (1986)
- Sweet Lorraine, regia di Steve Gomer (1987)
- Heartbeat, regia di John Nicolella (1987)
- Aule turbolente (School Daze), regia di Spike Lee (1988)
- Fa' la cosa giusta (Do the Right Thing), regia di Spike Lee (1989)
- King of New York, regia di Abel Ferrara (1990)
- Mo' Better Blues, regia di Spike Lee (1990)
- Harley Davidson & Marlboro Man (Harley Davidson and the Marlboro Man), regia di Simon Wincer (1991)
- Taxisti di notte (Night on Earth), regia di Jim Jarmusch (1991)
- Bob Roberts, regia di Tim Robbins (1992)
- Malcolm X, regia di Spike Lee (1992)
- Amos & Andrew, regia di E. Max Frye (1993)
- Fresh, regia di Boaz Yakin (1994)
- Benders, regia di Jace Alexander (1994)
- I soliti sospetti (The Usual Suspects), regia di Bryan Singer (1995)
- Smoke, regia di Wayne Wang (1995)
- Blue in the Face, regia di Paul Auster e Wayne Wang (1995)
- Reckless, regia di Norman René (1995)
- The Keeper, regia di Joe Brewster (1995)
- Donne - Waiting to Exhale (Waiting to Exhale), regia di Forest Whitaker (1995)
- Kla$h, regia di Bill Parker (1995)
- Niente da perdere (Nothing to Lose), regia di Steve Oedekerk (1997)
- Loose Women, regia di Paul F. Bernard (1997)
- Trouble on the Corner, regia di Alan Madison (1997)
- Big City Blues, regia di Clive Fleury (1997)
- The People, regia di Aaron Lipstadt (1997)
- The Maze, regia di Joëlle Bentolila (1997)
- Twilight, regia di Robert Benton (1998)
- Phoenix - Delitto di polizia (Phoenix), regia di Danny Cannon (1998)
- Lulu on the Bridge, regia di Paul Auster (1998) - scene eliminate
- Where's Marlowe?, regia di Daniel Pyne (1998) - non accreditato
- Stardust, regia di Charles F. Cirgenski (1998)
- Josephine, regia di Rajko Grlić (2000)
- Monkeybone, regia di Henry Selick (2001)
- Piñero - La vera storia di un artista maledetto (Piñero), regia di Leon Ichaso (2001)
- Alì (Ali), regia di Michael Mann (2001)
- Ash Tuesday, regia di Jim Hershleder (2003)
- Blind Horizon - Attacco al potere, regia di Michael Haussman (2003)
- Noise, regia di Tony Spiridakis (2004)
- Vendetta mortale (Doing Hard Time), regia di Preston A. Whitmore II (2004)
- L'assassino è tra di noi (A Killer Within), regia di Brad Keller (2004)
- Hate Crime, regia di Tommy Stovall (2005)
- Chupacabra Terror, regia di John Shepphird (2005)
- I Will Avenge You, Iago!, regia di Zhenya Kiperman (2005)
- Back in the Day, regia di James Hunter (2005)
- Carlito's Way - Scalata al potere (Carlito's Way: Rise to Power), regia di Martin Bregman (2005)
- Derailed - Attrazione letale (Derailed), regia di Mikael Håfström (2005)
- L'ultima vacanza (Last Holiday), regia di Wayne Wang (2006)
- Sherrybaby, regia di Laurie Collyer (2006)
- Rain, regia di Craig DiBona (2006)
- Racing Daylight, regia di Nicole Quinn (2007)
- The Box, regia di A.J. Kparr (2007)
- Feel the Noise - A tutto volume (Feel the Noise), regia di Alejandro Chomski (2007)
- Mano, regia di Anthony Nardolillo – cortometraggio (2007)
- Gospel Hill, regia di Giancarlo Esposito (2008)
- Rabbit Hole, regia di John Cameron Mitchell (2010)
- S.W.A.T. - Squadra speciale anticrimine 2 (S.W.A.T.: Firefight), regia di Benny Boom (2011)
- Dreaming American, regia di Lee Percy – cortometraggio (2011)
- Certainty, regia di Peter Askin (2011)
- Alex Cross - La memoria del killer (Alex Cross), regia di Rob Cohen (2012)
- They Die by Dawn, regia di Jeymes Samuel (2013)
- Poker Night, regia di Greg Francis (2014)
- Maze Runner - La fuga (Maze Runner: The Scorch Trials), regia di Wes Ball (2015)
- I Did Not Forget You, regia di John Farmanesh-Bocca – cortometraggio (2015)
- The Pills - Sempre meglio che lavorare, regia di Luca Vecchi (2016)
- Money Monster - L'altra faccia del denaro (Money Monster), regia di Jodie Foster (2016)
- Cognati per caso (Brother Nature), regia di Oz Rodriguez e Matt Villines (2016)
- This Is Your Death, regia di Giancarlo Esposito (2017)
- Stuck, regia di Michael Berry (2017)
- Okja, regia di Bong Joon-ho (2017)
- Maze Runner - La rivelazione (Maze Runner: The Death Cure), regia di Wes Ball (2018)
- Live! Corsa contro il tempo (Line of Duty), regia di Steven C. Miller (2019)
- Coda, regia di Claude Lalonde (2019)
- Stargirl, regia di Julia Hart (2020)
- For NYC, regia di Noel Ashman e Damon Dash – cortometraggio (2020)
- The Long Home, regia di James Franco (2020)
- Beauty, regia di Andrew Dosunmu (2021)
- Abigail, regia di Matt Bettinelli-Olpin e Tyler Gillett (2024)
- MaXXXine, regia di Ti West (2024)
- Megalopolis, regia di Francis Ford Coppola (2024)
- Captain America: Brave New World, regia di Julius Onah (2025)
- The Electric State, regia di Anthony e Joe Russo (2025)

#### Televisione
- The Gentleman Bandit, regia di Jonathan Kaplan – film TV (1981)
- Destini (Another World) – soap opera, 1 puntata (1982)
- Sesamo apriti (Sesame Street) – serie TV, 6 episodi (1982-1984)
- Miami Vice – serie TV, 3 episodi (1984-1985)
- CBS Schoolbreak Special – serie TV, 1 episodio (1985)
- Finnegan torna a vivere (Finnegan Begin Again), regia di Joan Micklin Silver – film TV (1985)
- American Playhouse – serie TV, 2 episodi (1985-1986)
- Rockabye, regia di Richard Michaels – film TV (1986)
- Un giustiziere a New York (The Equalizer) – serie TV, 1 episodio (1986)
- Spenser (Spenser: For Hire) – serie TV, 1 episodio (1987)
- Una detective in gamba (Leg Work) – serie TV, 1 episodio (1987)
- Lifestories – serie TV, 1 episodio (1990)
- Medicine pericolose (Relentless: Mind of a Killer), regia di John Patterson – film TV (1993)
- American Experience – serie TV, 1 episodio (1994)
- Svitati in divisa (Bakersfield P.D.) – serie TV, 17 episodi (1993-1994)
- New York Undercover – serie TV, 3 episodi (1995)
- Fallen Angels – serie TV, 1 episodio (1995)
- Chicago Hope serie TV, 1 episodio (1996)
- Law & Order - I due volti della giustizia (Law & Order) – serie TV, 4 episodi (1996-2005)
- Swift - Il giustiziere (Swift Justice) – serie TV, 3 episodi (1996)
- Living Single – serie TV, 1 episodio (1996)
- Nash Bridges – serie TV, 2 episodi (1996-1999)
- L'uomo del domani (The Tomorrow Man), regia di Bill D'Elia – film TV (1996)
- NYPD - New York Police Department (NYPD Blue) – serie TV, 2 episodi (1996-1998)
- Cinque ore disperate (Five Desperate Hours), regia di Dan Lerner – film TV (1997)
- The Hunger serie TV, 1 episodio (1998)
- Creatura (Creature), regia di Stuart Gillard – film TV (1998)
- Violenza metropolitana (Naked City: Justice with a Bullet), regia di Jeff Freilich – film TV (1998)
- Sete (Thirst), regia di Bill Norton – film TV (1998)
- Homicide (Homicide: Life on the Street) – serie TV, 22 episodi (1998-1999)
- Homicide: The Movie, regia di Jean de Segonzac – film TV (2000)
- Il tocco di un angelo (Touched by an Angel) – serie TV, 1 episodio (2000)
- The $treet – serie TV, 12 episodi (2000-2001)
- Squadra Med - Il coraggio delle donne (Strong Medicine) – serie TV, 1 episodio (2001)
- 100 Centre Street – serie TV, 1 episodio (2001)
- The Practice - Professione avvocati (The Practice) – serie TV, 1 episodio (2002)
- Squadra emergenza (Third Watch) – serie TV, 1 episodio (2002)
- A Nero Wolfe Mystery – serie TV, 1 episodio (2002)
- Girls Club – serie TV, 9 episodi (2002)
- Lucky – serie TV, 1 episodio (2003)
- Street Time – serie TV, 1 episodio (2003)
- Half & Half – serie TV, 1 episodio (2004)
- Soul Food – serie TV, 2 episodi (2004)
- Profezia di un delitto (5ive Days to Midnight) – miniserie TV, 5 puntate (2004)
- NYPD 2069, regia di Gregory Hoblit – film TV (2004)
- Law & Order - Il verdetto (Law & Order: Trial by Jury) – serie TV, episodio 01x12 (2005)
- South Beach – serie TV, 8 episodi (2006)
- Ghost Whisperer - Presenze (Ghost Whisperer) – serie TV, 1 episodio (2006)
- Bones – serie TV, 1 episodio (2006)
- CSI: Miami – serie TV, 2 episodi (2006-2008)
- Dr. Vegas – serie TV, 1 episodio (2006)
- Las Vegas – serie TV, 1 episodio (2006)
- Kidnapped – serie TV, 2 episodi (2007)
- New Amsterdam – serie TV, 1 episodio (2008)
- Xenophobia, regia di Gary Jones – film TV (2008)
- Breaking Bad – serie TV, 25 episodi (2009-2011)
- Leverage - Consulenze illegali (Leverage) – serie TV, 1 episodio (2010)
- Lie to Me – serie TV, episodio 2x22 (2010)
- Detroit 1-8-7 – serie TV, 1 episodio (2010)
- Criminal Minds: Suspect Behavior – serie TV, 1 episodio (2011)
- C'era una volta (Once Upon A Time) – serie TV, 14 episodi (2011-2017)
- NYC 22 – serie TV, 2 episodi (2012)
- Community – serie TV, 2 episodi (2012-2013)
- Revolution – serie TV, 42 episodi (2012-2014)
- Vincere/perdere (Over/Under), regia di Bronwen Hughes – film TV (2013)
- Axe Cop – serie TV, 1 episodio (2013)
- Timms Valley – serie TV (2013)
- Alegiance – serie TV, 7 episodi (2015)
- Drunk History – serie TV, 1 episodio (2015)
- The Get Down – serie TV, 10 episodi (2016-2017)
- Better Call Saul – serie TV, 34 episodi (2017-2022)
- Rebel – serie TV, 4 episodi (2017)
- Better Call Saul: Los Pollos Hermanos Employee Training – serie di cortometraggi, 10 episodi (2017)
- Westworld - Dove tutto è concesso (Westworld) – serie TV, 1 episodio (2018)
- The Boys – serie TV, 5 episodi (2019-in corso)
- Jett - Professione ladra (Jett) – serie TV, 9 episodi (2019)
- Creepshow – serie TV, 1 episodio (2019)
- Godfather of Harlem – serie TV, 10 episodi (2019)
- The Mandalorian – serie TV, 9 episodi (2019-2023)
- Princess Bride – serie TV, 1 episodio (2020)
- Caleidoscopio (Kaleidoscope) – serie TV, 8 episodi (2023)
- The Gentlemen – serie TV, 5 episodi (2024)
- The Residence – miniserie TV, 8 puntate (2025)

### Doppiatore
- Et Salammbo?, regia di Jean-Pierre Richard – cortometraggio (1970)
- Seven Songs for Malcolm X, regia di John Akomfrah – documentario (1993)
- Payday 2 - videogioco (2013)
- 30 for 30 – serie TV, 1 episodio – documentario (2013)
- Son of Batman, regia di Ethan Spaulding (2014)
- Batman: Assault on Arkham, regia di Jay Oliva e Ethan Spaulding (2014)
- Il libro della giungla (The Jungle Book), regia di Jon Favreau (2016)
- Dear White People – serie TV, 23 episodi (2017-2019)
- Mutafukaz, regia di Shôjirô Nishimi e Guillaume Renard (2017) - versione in lingua inglese
- Dallas & Robo – serie TV, 5 episodi (2018) - narratore
- Harley Quinn – serie TV, 4 episodi (2019-in corso)
- Far Cry 6 - videogioco (2021)
- DuckTales – serie TV, 3 episodi (2020-2021)
- Cyberpunk: Edgerunners – serie TV, 6 episodi (2022)

#### Videoclip
- California di Mylène Farmer, regia di Abel Ferrara (1996)

### Regista

#### Cinema
- Gospel Hill (2008)
- This Is Your Death (2017)

#### Televisione
- Better Call Saul – serie TV, episodio 6x06 (2022)
- The Gentlemen – serie TV (2024)

## Riconoscimenti
- Premio Emmy
  - 2012 – Candidatura al migliore attore non protagonista in una serie drammatica per Breaking Bad
  - 2019 – Candidatura al migliore attore non protagonista in una serie drammatica per Better Call Saul
  - 2020 – Candidatura al migliore attore non protagonista in una serie drammatica per Better Call Saul
  - 2020 – Candidatura al miglior attore guest star in una serie drammatica per The Mandalorian
- Screen Actors Guild Awards
  - 2012 – Candidatura al miglior cast in una serie drammatica per Breaking Bad
  - 2019 – Candidatura al miglior cast in una serie drammatica per Better Call Saul
  - 2023 – Candidatura al miglior cast in una serie drammatica per Better Call Saul
- Saturn Award
  - 2011 – Candidatura alla miglior guest star in una serie televisiva per Breaking Bad
  - 2012 – Candidatura al miglior attore non protagonista in una serie televisiva per Breaking Bad
  - 2012 – Candidatura al miglior attore non protagonista in una serie televisiva per Revolution
- Black Reel Awards
  - 2019 – Candidatura al miglior attore non protagonista in una serie drammatica per Better Call Saul
  - 2020 – Candidatura al miglior attore non protagonista in una serie drammatica per Godfather of Harlem
- Critics' Choice Awards
  - 2012 – Miglior attore non protagonista in una serie drammatica per Breaking Bad
  - 2023 – Miglior attore non protagonista in una serie drammatica per Better Call Saul

## Doppiatori italiani
Nelle versioni in italiano delle opere in cui ha recitato, Giancarlo Esposito è stato doppiato da:
- Alberto Angrisano in Leverage - Consulenze illegali, Alex Cross - La memoria del killer, Money Monster - L'altra faccia del denaro, Cognati per caso, The Boys (st. 2-4), Abigail, MaXXXine
- Pasquale Anselmo in Taxisti di notte, Bob Roberts, The Practice - Professione avvocati, Revolution
- Franco Mannella in Rabbit Hole, C'era una volta, Better Call Saul, Beauty, The Residence
- Paolo Marchese in CSI: Miami (ep. 6x15-16), Law & Order - Il verdetto, Jett - Professione ladra, The Gentlemen
- Massimo Corvo ne I soliti sospetti, Maze Runner - La fuga, Maze Runner - La rivelazione
- Dario Oppido in Feel the Noise - A tutto volume, Allegiance, The Electric State
- Luca Biagini in Godfather of Harlem, The Mandalorian, Stargirl
- Massimo Rossi in Law & Order - I due volti della giustizia (ep. 15x03, 15x24), Sete, Caleidoscopio
- Gaetano Varcasia in Law & Order - I due volti della giustizia (ep. 7x03), NYPD - New York Police Department (ep. 5x17)
- Alberto Caneva in Niente da perdere, Blind Horizon - Attacco al potere
- Luciano Roffi in Alì, S.W.A.T. - Squadra speciale anticrimine 2
- Teo Bellia in Law & Order - I due volti della giustizia (ep. 14x21), Harley Davidson & Marlboro Man
- Antonio Sanna in Homicide, Homicide - The Movie
- Fabrizio Temperini in Creatura, Violenza metropolitana
- Antonio Palumbo in Detroit 1-8-7, The Get Down
- Sandro Acerbo in Aule turbolente
- Piero Tiberi in Fa' la cosa giusta
- Stefano Mondini in King of New York
- Francesco Vairano in Mo' Better Blues
- Angelo Maggi in Smoke
- Fabrizio Pucci in Blue in the Face
- Eugenio Marinelli in Twilight
- Alessandro Rossi in Squadra emergenza
- Tonino Accolla in Monkeybone
- Mauro Magliozzi in CSI: Miami (ep. 5x01)
- Michele Gammino in Vendetta mortale
- Renato Cecchetto in Carlito's Way - Scalata al potere
- Nino D'Agata in Derailed - Attrazione letale
- Nino Prester in Ghost Whisperer - Presenze
- Roberto Stocchi in Bones
- Sergio Di Giulio in L'ultima vacanza
- Danilo De Girolamo in Breaking Bad
- Toni Garrani in Lie to Me
- Aldo Stella in Community
- Enrico Di Troia in Criminal Minds: Suspect Behavior
- Ennio Coltorti in Westworld - Dove tutto è concesso
- Angelo Nicotra in Okja
- Alessandro Ballico in The Boys (st. 1)
- Roberto Fidecaro in Live! - Corsa contro il tempo
- Marco Mete in Megalopolis
- Massimo Venturiello in Captain America: Brave New World

Da doppiatore è sostituito da:
- Luca Biagini ne Il libro della giungla
- Gianni Gaude in Dear White People
- Dario Oppido in DuckTales
- Kendal in Tartarughe Ninja - Caos mutante